# جان پیت، دومین ارل چتم
جان پیت، دومین ارل چتم (انگلیسی: John Pitt, 2nd Earl of Chatham؛ ۱۷۵۶ - ۱۸۳۵) نظامی و سیاست‌مدار اهل پادشاهی متحد بریتانیای کبیر و ایرلند بود. وی همچنین برندهٔ جوایزی همچون نشان بند جوراب شده‌است.